# The Last Black Man in San Francisco
Pour plus de détails, voir Fiche technique et Distribution.
The Last Black Man in San Francisco est un film dramatique américain sorti en 2019. Son intrigue se concentre sur les efforts d’un jeune homme noir pour récupérer sa maison d’enfance, une maison victorienne maintenant chère dans un quartier embourgeoisé de San Francisco.  
Le film est le premier long métrage du réalisateur et producteur Joe Talbot. Talbot a écrit le scénario avec Rob Richert et l’histoire avec Jimmie Fails, dont la vie a en partie inspiré le film.  On retrouve au casting du film Jimmie Fails, Jonathan Majors, Tichina Arnold, Rob Morgan, Mike Epps, Finn Wittrock et Danny Glover.
La première mondiale de The Last Black Man in San Francisco a eu lieu au Festival du film de Sundance le 26 janvier 2019. Il a remporté le prix de la meilleure réalisation et un prix spécial du jury pour la collaboration créative. A24 a sorti le film le 7 juin 2019 aux États-Unis.

## Synopsis
À travers la quête de Jimmy pour retrouver sa maison de style victorien à San Francisco, est contée l'histoire des ravages de la gentrification.

## Fiche technique
- Titre : The Last Black Man in San Francisco
- Réalisation :  Joe Talbot
- Scénario : Jimmie Fails, Joe Talbot
- Musique : Emile Mosseri
- Costumes :
- Producteur :  Brad Pitt
- Pays de production :  États-Unis
- Genre :  drame
- Dates de sortie : 
  - États-Unis : 26 janvier 2019 (Première au Festival du film de Sundance)
  - États-Unis : 7 juin 2019

## Distribution
- Jimmie Fails (VF : Baptiste Marc) : Jimmie Fails
- Jonathan Majors : Montgomery Allen
- Danny Glover (VF : Thierry Desroses) : Grandpa Allen
- Tichina Arnold : Wanda Fails
- Rob Morgan (VF : Rody Benghezala) : James Sr.
- Mike Epps : Bobby
- Finn Wittrock : Clayton
- Thora Birch (VF : Diane Kristanek) : Becca
- Jamal Trulove : Kofi
- Jello Biafra : le guide touristique
- San Quinn : un homme d'âge mûr
- Daewon Song : Oncle Ricky
- Andy Roy : Andy
- Willie Hen (VF : Jean-Michel Vaubien) : Le prédicateur
- Tonya Glanz : Nina
- Sergio Gonzalez (VF : Guillaume Bourboulon) : le banquier
- Wynner Gonzalez : Andrew Joseph

Source VF : RS Doublage

## Sélections
- 2019 au Festival du film de Sundance